# Liste der Mitglieder der American Academy of Arts and Sciences/1836
Im Jahr 1836 wählte die American Academy of Arts and Sciences eine Person zu ihren Mitgliedern.

## Neugewähltes Mitglied
- Thomas Sherwin (1799–1869)